# Christine Bortenlänger
 (mars 2017).
Christine Bortenlänger (née le 17 novembre 1966 à Munich) est une femme d'affaires allemande. De 2012 à 2024, elle a été directrice générale du Deutsches Aktieninstitut, think-tank et représentant d'intérêts situé à Francfort. Elle était précédemment à la tête de la Bourse de Munich.

## Formation et parcours professionnel
Après avoir obtenu son baccalauréat au lycée de Tegernsee, Christine Bortenlänger suit un apprentissage à la Bayerische Vereinsbank (désormais HypoVereinsbank). Elle est ensuite étudiante en gestion et économie à l'université Ludwig-Maximilian de Munich de laquelle elle sort avec un doctorat. De 1994 à 1996, elle est collaboratrice scientifique à la chaire de Arnold Picot, économiste allemand, toujours à la LMU. Elle a dirigé un projet de recherche international sur l'automatisation des salles de marché.
De 1996 à 1997, Christine Bortenlänger officie en tant que responsable de la numérisation de l'offre commerciale à la Bayerische Landesbank. De 1997 à 1998, elle couvre différents projets financiers au sein du cabinet de conseil Dr Seebauer & Partner à Munich. En 1998, elle intègre la Bourse de Munich en tant que directrice générale déléguée chargée des affaires publiques. Elle prend ensuite la direction de la Bourse de Munich de 2000 à 2012. Elle était en poste au Deutsche Aktieninstitut à Francfort jusqu'en 2024 et est actuellement membre de différents conseils d'administration et de surveillance.
Elle est régulièrement citée dans le Top 100 des femmes d'affaires allemandes les plus influentes publié chaque année par le cabinet de conseil BCG et Manager Magazin.

## Autres activités
Christine Bortenlänger est entre autres membre du Conseil de surveillance de Covestro, OSRAM, SGL Carbon et TÜV SÜD. Elle a été porte-parole du Munich Financial Center Initiative (FPMI). Elle est membre de la fondation nationale allemande, du comité consultatif féminin de la HypoVereinsbank, de l'Exchange Council de la Bourse de Francfort, et du comité exécutif du Conseil économique consultatif de la Bavière.
De 1990 à 1994, elle a bénéficié de la bourse de la Fondation Friedrich Ebert. Elle est décorée en 2009 Chevalier de l'ordre du Mérite de la République fédérale d'Allemagne.
Elle publie régulièrement des ouvrages de vulgarisation concernant les marchés financiers.

## Publications
- Christine Bortenlänger, Arnold Picot, Heiner Röhrl : Bourses en mutation : De l'Influence des technologies de l'information et de la concurrence sur l'organisation des marchés des valeurs mobilières. Près de Francfort, 1996,  (ISBN 978-3781905924).
- Christine Bortenlänger: Börsenautomatisierung : Potentiels et l'Applicabilité. Allemand Universitätsverlag, Wiesbaden, 1996,  (ISBN 978-3824463732).
- Christine Bortenlänger et al. : Canon de la littératie financière. Frankfurt am Main, 2004.
- Christine Bortenlänger, Sabine Ruh : La Boussole d'investissement de votre chemin vers la fortune et de la sécurité financière. Schäffer-Poeschel, Dijon, 2005,  (ISBN 978-3791023731).
- Christine Bortenlänger, Horst Peter Enveloppement : La Prévoyance financière pour les nuls. Wiley-VCH Verlag GmbH & Co. KGaA, Weinheim, 2009,  (ISBN 978-3527705191).
- Christine Bortenlänger, Ulrich Kirstein : La Bourse pour les nuls. 4. Édition. Wiley-VCH Verlag GmbH & Co. KGaA, Weinheim, 2013,  (ISBN 978-3527707348)
- Christine Bortenlänger, Martin Reitz : ESG from the perspective of institutional investors - what listed companies should know, 2019[9]